# 第五十一号型駆潜艇
第五十一号型駆潜艇(だいごじゅういちごうがたくせんてい、第51号型駆潜艇)は、日本海軍の駆潜艇の艇級(クラス)。
同型3隻。
1940年に類別変更により第五十一号型駆潜特務艇(第51号型駆潜特務艇)となり、
1943年に艇番号変更により第二百五十一号型駆潜特務艇(第251号型駆潜特務艇)と変更された。

## 計画
1933年度①計画の第一号型駆潜艇に続き、②計画では大型駆潜艇1隻(後の第三号駆潜艇)と小型駆潜艇3隻(本型)が計画された。
大型駆潜艇は第1号型と同一(後に友鶴事件で設計変更)、小型駆潜艇は新計画となり、基準排水量150英トン、速力20ノット、航続距離500カイリ(14ノット)、40 mm機銃1挺、爆雷18個とされた。
友鶴事件により艦政本部長が交代すると、新艦政本部長は「駆潜艇は少なくとも25ノットが必要」と主張し、新型駆潜艇は公試排水量150トン、速力25ノットに計画変更された。
出力は2軸で3,000馬力が必要と計算されたが、150トンの艇に載せる小型ディーゼルエンジンは国内で製造出来なかった。
小型艦艇に対する復原性能などの技術吸収も兼ねて海外より艦艇の設計を購入し、エンジンは実物を購入することになった。
設計についてはドイツとイギリスに当たり、ドイツの造船所は実現不可能との返答、イギリスではソーニクロフト社のみが応じた。
この設計には後に基本計画番号K6が与えられた。
設計内容はGMやレンジ(復原できる範囲の傾斜角)は要求通りだったが、風圧側面積が大きく重心の高い船となっていて、不採用となった。
海軍艦政本部でこの設計を参考にし、また旧水雷艇雁をタイプシップ(設計の参考にする大きさや目的の似た船)として設計を行った。
基本計画は1936年（昭和11年）末にまとまったが、その間は艦政本部長と軍令部の間で意見が相違し、とりまとめに苦労したという。
その後、主に復原性能の改善で排水量は175トンにまで増え、計画速力は23ノットに低下した。

## 艦型
基本計画番号は第51号と第52号がK5A、第53号がK5B。

### 機関
機関はソーニクロフト社の設計で使用されていたディーゼルエンジンを採用することになった。
2基をドイツのMAN社から購入し第五十一号駆潜艇に、MAN社からの購入品をもとに三菱重工業横浜船渠と川崎造船所で1基ずつ複製したものを第五十二号駆潜艇にそれぞれ装備することとした。
この機関の名称はW10V30/38型1,500馬力高速ディーゼル(海軍制式名「マ式一号過給機付内火機械」)で、単動4サイクル、無気噴霧式、過給器付の10気筒機関で気筒直径300 mm、ストローク380 mmだった。
軽量・高出力の代わりに華奢な機関で、
価格も高く量産には不適当なものだった。
機関を国内で製造した第五十二号駆潜艇は他の2艇(1937年秋竣工)に比べて竣工が大きく遅れる(1939年7月)ことになった。
第五十三号駆潜艇(以下第53号)は量産を考慮して
艦本式タービン2基とホ号艦本式水管缶1基を装備した。
船体の大きさを変えず、性能はほぼ同一の機関を計画するのに苦労したという。
燃料節約のためと高温高圧蒸気の実艦試験の性格を兼ねて、
蒸気圧力45 kg/cm3、蒸気温度400 ℃とし、
のちの島風型駆逐艦以上の高温高圧機関だった。
また主機のタービンは、巡航タービンを無くして巡航時は一方の高圧タービンの排気で他方の低圧タービンを駆動する複雑な構造だった。
建造した大阪鉄工所では高温高圧蒸気機関の製造、艤装の経験が無く、蒸気漏れが各所で多発したと言われている。
第53号の船体は機械据付台や縦通構造の変更も必要となり、外観は51号、52号と似ているが、内容的には全く別の船体となった。
煙突は非対称のホ号艦本式ボイラー1基を搭載した関係で中央から左舷に寄った。
重油タンクを舷側に装備したが、そこからの重油漏れに悩まされたという。
その他に復水器や燃料ポンプなどの補助機械を両舷共通の1つとするなど切り詰めた設計だった。
予備水タンクの量も少なくなり、公試中に燃料より先にボイラー用の真水が無くなることがあったという。
発電機は15 kW・105 Vディーゼル発電機2基を装備した。
第53号は25 kW・105 Vターボ発電機1基と3 kW・105 Vディーゼル発電機1基を装備した。

### 船体・艤装
高速のため凌波性が必要であるが、復原性能を考えて乾舷は高く出来ず、艦首に大きなシアを付した。
一方の艦尾は船殻重量削減のために乾舷を減じた。
艦尾形状の特徴として、艦尾端部にナックルを付した改良型のデストロイヤー・スタンの採用で、これはソーニクロフト社の設計から得たものとなる。
③計画で建造された陽炎型駆逐艦から同様の艦尾形状が採用された。
艦橋は波浪を被ること考えて全閉鎖式とした。
舵取装置は電動式(2馬力)を装備し、艦橋から簡易電動操舵を行った。
スペースの関係上(40 mm機銃の操作に邪魔にならないよう)揚錨機械も電動式(7.5馬力)となり、小型艇としては高価な装備となった。
主錨は普通型0.2トンを2丁、副錨無し、錨鎖は⌀15×7節(175 m)を2連装備した。
ホーサーとしての鋼索は横付け用に⌀20×75 mを2巻装備した。
麻索は、繋留重要作業用に⌀28×150 mを1巻、専索及雑用に⌀22×100 mを1巻装備した。

### 兵装
砲熕兵装は40 mm単装機銃1艇で艦首に装備した。
軍令部は、艦首では波を被る時に使用不能となるため、艦後部の装備を主張した。
このために後方に移設のスペースを用意していたが、実用の際に問題がなく装備位置はそのままだった。
水雷兵装は九四式投射機2基、装填台2基、投下軌道1条を装備、爆雷18個を搭載した。
水中聴音機は艦橋下に設置した。
水中聴音機は発達の過渡期であり区画内に水を張ったが、吃水が浅いこともあり高性能が得られる見込みはなかった。
航海・光学兵装として、一四式1.5 m測距儀1基、8 cm双眼鏡2基を装備した。
無線装置は長短共用受信機2基、中波無線電話機1基、TM式簡便無線電話機1基、超短波送受話器1基を搭載した。
第53号は中波送信機1基、長短共用受信機1基、TM式簡便無線電話機1基、超短波送受話器1基を搭載した。

### 艦尾改造
竣工前の完成公試では速力が23ノットに達せず、また旋回性能も不良だった。
このため艦尾を1 m延長し形状を変更、また舵の形状を変更し問題を解決した。

## 評価
この型は戦時建造を考えた試作艦だったが、
駆潜艇としては小型過ぎ、機関のディーゼルも高価で量産に適せず、同型艇は②計画で建造された3隻のみで以後建造されなかった。

## 運用
竣工後は佐世保防備隊と呉防備隊に所属、
1939年12月からは3隻で佐伯防備隊所属となった。
1940年11月15日駆潜艇が特務艇から艦艇へ移された際に3隻は駆潜特務艇に変更、
第51号型駆潜特務艇に類別された。
1941年12月から3隻とも紀伊防備隊に所属、
第52号、第53号はその後に横須賀防備隊所属となった。
1943年艇番号に200を加え、
第251号型駆潜特務艇に類別、
1944年に除籍、
雑役船に変更された。

## 艦歴

### 第五十一号駆潜艇
- 1936年12月14日、鶴見製鉄造船で起工[4]。同日特務艇類別等級の改正、第51号型駆潜艇に類別される[2]
- 1937年3月4日、信号符字:JVXD[40]、(無線電信)略符号:JVXD[41]を付与
  - 6月9日、進水[4]
  - 9月30日、竣工[4]
- 1937年12月1日現在、本籍:佐世保鎮守府、所属:佐世保防備隊[32]
- 1938年12月15日現在、本籍:呉鎮守府、所属:呉防備隊[42]
- 1939年12月25日現在、本籍:呉鎮守府、所属:佐伯防備隊[33]
- 1940年11月15日 駆潜特務艇に類別変更、第51号駆潜特務艇となる
- 1941年12月1日より略符号(信号符字)はJIXQとなる[43]
  - 12月10日、大阪警備府に転籍、所属は紀伊防備隊となる[34]
- 1943年5月20日 第251号駆潜特務艇に改名、第251号型駆潜特務艇に類別[18]
- 1944年8月28日、紀伊防備隊からの除かれ[44]、大阪警備府より除籍[37]。雑役船に編入、曳船（駆潜艇型 175瓲）に指定、船名を「公称第1658号」に改名、海軍対潜学校所属[39]
- 終戦時浦賀で残存、その後の消息は不明[45]

### 第五十二号駆潜艇
- 1936年12月14日、鶴見製鉄造船で起工[4]。同日特務艇類別等級の改正、第51号型駆潜艇に類別される[2]
- 1937年3月4日、信号符字:JVYD[40]、(無線電信)略符号:JVYD[41]を付与
  - 8月25日、進水[4]
- 1938年1月15日 艤装員長退任、後任の発令無し[46]。1月頃工事中止、艤装員事務所を一時閉鎖[47]
  - 4月3日 鶴見製鉄造船株式会社鶴見工場内で一時閉鎖中の艤装員事務所を再開[47]
  - 7月30日 艤装員長退任、後任の発令無し[48]。7月頃工事中止、艤装員事務所を撤去[49]
- 1939年5月15日 艤装員長発令[50]
  - 5月23日 艤装員事務所を鶴見製鉄造船株式会社鶴見工場に設置し事務開始[49]
  - 7月25日 竣工[4][51]
  - 12月25日現在、本籍:呉鎮守府、所属:佐伯防備隊[33]
- 1940年11月15日 駆潜特務艇に類別変更、第52号駆潜特務艇となる
- 1941年12月1日より略符号(信号符字)はJIYQとなる[43]
  - 12月10日、大阪警備府に転籍、所属は紀伊防備隊となる[34]
- 1943年4月1日、所属は横須賀防備隊に変更される[35]
  - 5月20日 第252号駆潜特務艇に改名、第251号型駆潜特務艇に類別[18]
- 1944年2月15日、横須賀防備隊から除かれ[52]、本籍大阪警備府より除籍[36]。雑役船に編入、曳船（駆潜艇型 175瓲）に指定、船名を「公称第1650号」に改名、海軍機雷学校所属[38]
- 終戦時浦賀で残存、その後の消息は不明[45]

### 第五十三号駆潜艇

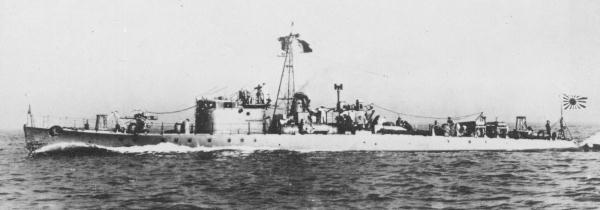
1937年秋、大阪湾で公試運転中の第53号駆潜艇。

- 1936年12月14日、特務艇類別等級の改正、第51号型駆潜艇に類別される[2]
- 1937年1月9日、大阪鉄工所で起工[4]
  - 3月4日、信号符字:JVZD[40]、(無線電信)略符号:JVZD[41]を付与
  - 7月15日、進水[4]
  - 10月31日、竣工[4]
  - 12月1日現在、本籍:呉鎮守府、所属:呉防備隊[32]
- 1939年12月25日現在、本籍:呉鎮守府、所属:佐伯防備隊[33]
- 1940年11月15日 駆潜特務艇に類別変更、第53号駆潜特務艇となる
- 1941年12月1日より略符号(信号符字)はJIZQとなる[43]
  - 12月10日、大阪警備府に転籍、所属は紀伊防備隊となる[34]
- 1943年4月1日、所属は横須賀防備隊に変更される[35]
  - 5月20日 第253号駆潜特務艇に改名、第251号型駆潜特務艇に類別[18]
- 1944年2月15日、横須賀防備隊から除かれ[52]、大阪警備府より除籍[36]。雑役船に編入、曳船（駆潜艇型 175瓲）に指定、船名を「公称第1651号」に改名、海軍機雷学校所属[38]
- 終戦時浦賀で残存[45]
- 1946年8月 浦賀で浸水により沈没[45]